# Gens Ancaria
La gens Ancaria era una familia plebeya de la antigua Roma. La primera de las gens en alcanzar prominencia fue Quinto Ancario, senador a principios del siglo I a. C.

## Origen
El origen de los Ancarii es incierto, pero el nomen Ancharius puede derivarse de Ancharia, un nombre de la diosa Angerona, por el que se la conocía en Fiesole. El antepasado de los Ancarii puede haber estado especialmente dedicado al culto de Angerona. Como Fiesole era una ciudad etrusca, la familia pudo haber sido de origen etrusco.

## Miembros
- Quinto Ancario, un senador de rango pretoriano, asesinado por Cayo Mario en 87 a. C.[2]
- Ancaria, la primera esposa de Cayo Octavio, padre de Augusto.[3]
- Quinto Ancario, tribuno de la plebe en el 59 y pretor en el 56 a. C., recibió la provincia de Macedonia al año siguiente.[4]
- Ancario Prisco, procesó a Cesio Cordo, procónsul de Creta, por traición y extorsión en el 21 d. C.[5][6]
- Publia Ancharia Soteris, una liberta de Bitinia. Plinio el Joven le pidió al emperador Trajano que le concediera el Ius Quiritium, convirtiéndola así en ciudadana romana.[7][8]